# Dubbelorganisterna
Dubbelorganisterna var en musikalisk duo bestående av Eric Malmberg och Bo Hansson, som båda spelade hammondorgel. Under liveframträdanden ackompanjerades duon även av en trummis.

## Diskografi
- 2024 – Volym 1[2]